# Americas Rugby Championship 2016
Americas Rugby Championship 2016 – pierwsza edycja Americas Rugby Championship, stworzonego przez World Rugby turnieju dla reprezentacji narodowych obu Ameryk mającego za zadanie podniesienie jakości rugby na tym kontynencie, a szósta ogółem. Odbyła się systemem kołowym z udziałem sześciu reprezentacji w dniach 6 lutego – 5 marca 2016 roku.
W zawodach triumfowali przedturniejowi faworyci, Argentyńczycy.

## Informacje ogólne
We wcześniejszych edycjach Americas Rugby Championship brały udział drugie reprezentacje, turniej ten traktowany był bowiem jako forma zwiększenia liczby spotkań międzypaństwowych dla rozwijających się zawodników z tych państw. Nowe podejście do tych zawodów zaproponował World Rugby Argentyńczyk Agustín Pichot, a miałoby uczestniczyć w nich sześć najlepszych reprezentacji narodowych obu Ameryk – analogicznie do europejskiego Pucharu Sześciu Narodów. Confederação Brasileira de Rugby we wrześniu 2015 roku potwierdził, że turniej odbędzie się na przełomie lutego i marca roku następnego, z dokładnymi datami do ustalenia między stronami. Harmonogram rozgrywek ogłoszono na początku grudnia 2015 roku, a godziny rozpoczęcia meczów dwa tygodnie później. Sędziowie zawodów zostali wyznaczeni w styczniu 2016 roku, wówczas też przedstawiono nowe logo turnieju.
Sześć uczestniczących zespołów rywalizowało systemem kołowym w ciągu pięciu weekendów pomiędzy 6 lutego a 5 marca 2016 roku. Zwycięzca meczu zyskiwał cztery punkty, za remis przysługiwały dwa punkty, porażka nie była punktowana, a zdobycie przynajmniej czterech przyłożeń lub przegrana nie więcej niż siedmioma punktami premiowana była natomiast punktem bonusowym.

## Mecze

### Tydzień 1
| 6 lutego 201618:00 | Chile | 25:22(20:7) | Brazylia | Parque Mahuida, Santiago Widzów: 1500 Sędzia: Joaquín Montes |
| 6 lutego 201618:00 |       | 25:22(20:7) |          | Parque Mahuida, Santiago Widzów: 1500 Sędzia: Joaquín Montes |

| 6 lutego 201619:00 | Kanada | 33:17(19:7) | Urugwaj | Westhills Stadium, Langford Widzów: 1123 Sędzia: Juan Sylvestre |
| 6 lutego 201619:00 |        | 33:17(19:7) |         | Westhills Stadium, Langford Widzów: 1123 Sędzia: Juan Sylvestre |

| 6 lutego 201619:00 | Stany Zjednoczone | 35:35(14:21) | Argentyna | BBVA Compass Stadium, Houston Widzów: 10 241 Sędzia: Chris Assmus |
| 6 lutego 201619:00 |                   | 35:35(14:21) |           | BBVA Compass Stadium, Houston Widzów: 10 241 Sędzia: Chris Assmus |

### Tydzień 2
| 12 lutego 201620:00 | Brazylia | 29:33(22:15) | Urugwaj | Arena Barueri, Barueri Widzów: 3 500 Sędzia: Damian Schneider |
| 12 lutego 201620:00 |          | 29:33(22:15) |         | Arena Barueri, Barueri Widzów: 3 500 Sędzia: Damian Schneider |

| 13 lutego 201618:00 | Argentyna | 52:15(19:9) | Chile | Estadio San Juan del Bicentenario, San Juan Widzów: 8 500 Sędzia: Kurt Weaver |
| 13 lutego 201618:00 |           | 52:15(19:9) |       | Estadio San Juan del Bicentenario, San Juan Widzów: 8 500 Sędzia: Kurt Weaver |

| 13 lutego 201618:00 | Stany Zjednoczone | 30:22(10:12) | Kanada | Dell Diamond, Round Rock Widzów: 7 145 Sędzia: Juan Sylvestre |
| 13 lutego 201618:00 |                   | 30:22(10:12) |        | Dell Diamond, Round Rock Widzów: 7 145 Sędzia: Juan Sylvestre |

### Tydzień 3
| 20 lutego 201616:00 | Kanada | 52:25(31:13) | Brazylia | Westhills Stadium, Langford Widzów: 1 865 Sędzia: Joaquín Montes |
| 20 lutego 201616:00 |        | 52:25(31:13) |          | Westhills Stadium, Langford Widzów: 1 865 Sędzia: Joaquín Montes |

| 20 lutego 201618:00 | Stany Zjednoczone | 64:0(24:0) | Chile | Lockhart Stadium, Fort Lauderdale Widzów: 5 101 Sędzia: Damian Schneider |
| 20 lutego 201618:00 |                   | 64:0(24:0) |       | Lockhart Stadium, Fort Lauderdale Widzów: 5 101 Sędzia: Damian Schneider |

| 20 lutego 201620:30 | Urugwaj | 21:24(18:7) | Argentyna | Campus de Maldonado, Punta del Este Widzów: 6 000 Sędzia: Kurt Weaver |
| 20 lutego 201620:30 |         | 21:24(18:7) |           | Campus de Maldonado, Punta del Este Widzów: 6 000 Sędzia: Kurt Weaver |

### Tydzień 4
| 27 lutego 201620:00 | Brazylia | 24:23(18:8) | Stany Zjednoczone | Arena Barueri, Barueri Widzów: 2 000 Sędzia: Chris Assmus |
| 27 lutego 201620:00 |          | 24:23(18:8) |                   | Arena Barueri, Barueri Widzów: 2 000 Sędzia: Chris Assmus |

| 27 lutego 201618:00 | Chile | 20:23(11:10) | Urugwaj | Estadio San Carlos de Apoquindo, Santiago Widzów: 1 500 Sędzia: Damian Schneider |
| 27 lutego 201618:00 |       | 20:23(11:10) |         | Estadio San Carlos de Apoquindo, Santiago Widzów: 1 500 Sędzia: Damian Schneider |

| 28 lutego 201617:00 | Argentyna | 54:21(27:21) | Kanada | Duendes Rugby Club, Rosario Widzów: 3 000 Sędzia: Joaquín Montes |
| 28 lutego 201617:00 |           | 54:21(27:21) |        | Duendes Rugby Club, Rosario Widzów: 3 000 Sędzia: Joaquín Montes |

### Tydzień 5
| 5 marca 201618:00 | Urugwaj | 29:25(9:13) | Stany Zjednoczone | Estadio Charrúa, Montevideo Sędzia: Juan Sylvestre |
| 5 marca 201618:00 |         | 29:25(9:13) |                   | Estadio Charrúa, Montevideo Sędzia: Juan Sylvestre |

| 5 marca 201619:00 | Chile | 13:64(0:43) | Kanada | Estadio San Carlos de Apoquindo, Santiago Sędzia: Kurt Weaver |
| 5 marca 201619:00 |       | 13:64(0:43) |        | Estadio San Carlos de Apoquindo, Santiago Sędzia: Kurt Weaver |

| 5 marca 201620:00 | Brazylia | 7:42(0:28) | Argentyna | Estádio Martins Pereira, São José dos Campos Widzów: 3 401 Sędzia: Chris Assmus |
| 5 marca 201620:00 |          | 7:42(0:28) |           | Estádio Martins Pereira, São José dos Campos Widzów: 3 401 Sędzia: Chris Assmus |